# Normand
Normand - nazwisko rodziny znanych francuskich konstruktorów okrętów, działających w XIX wieku. Najbardziej znaczącymi przedstawicielami rodziny byli:
- Augustin Normand (1792-1871) - zbudował w 1842 roku fregatę Napoléon z pędnikiem śrubowym. Był to w tamtym czasie najszybszy okręt na świecie; ojciec Benjamina i Jacques'a Augustina

- Benjamin Normand (1830-1888) - ulepszył on okrętowe parowe silniki tłokowe; syn Augustina, brat Jacques'a Augustina

- Jacques Augustin (1839-1906) - zaprojektował torpedowiec Normand (w sumie zbudowano 100 takich okrętów); syn Augustina, brat Benjamina